# Pakol

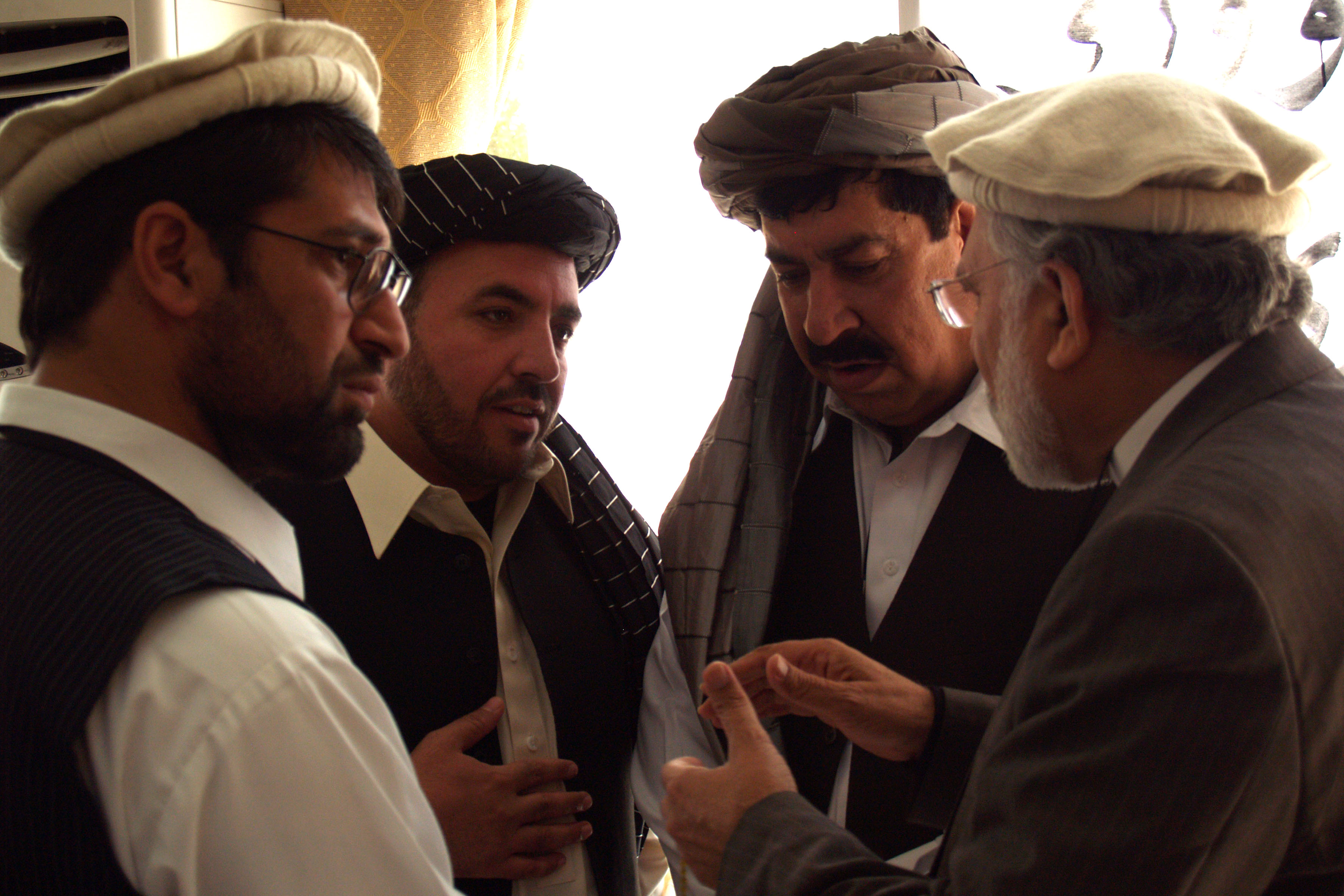
Governatori afgani nel 2009 col pakol

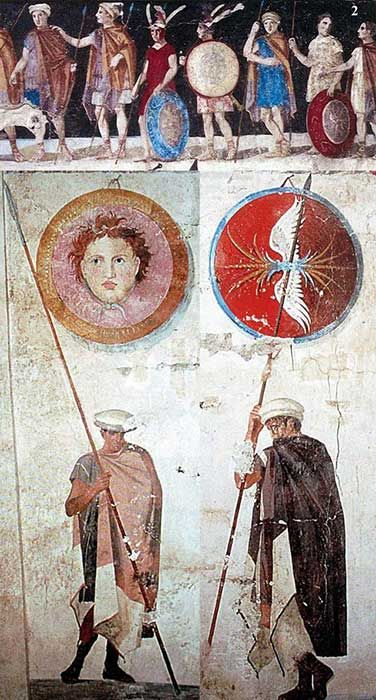
Antichi soldati macedoni, dalla tomba di Agios Athanasios (Grecia) con la "causia" (moderna "pakol") (tomba di Agios Athanasios, IV B.CH., prima della conquista dell'India di Alessandro Magno.

Il pakol (Urdu/Pashto/Chitrali: پکول), o cappello Chitrali, è un cappello da uomo morbido e tondeggiante, realizzato generalmente in lana e prodotto in una vasta gamma di colori: marrone, nero, grigio, avorio, oppure colorato di rosso con tannino di noce. Quando non è indossato, è simile a una borsa con un fondo rotondo e piatto. Colui che lo indossa ne arrotola i bordi fino alla parte superiore, al fine di formare una banda spessa, che fa assumere al pakol la forma di un berretto. Il cappello è originario di Chitral, in Pakistan, ed è oggi ampiamente utilizzato anche nel Gilgit-Baltistan e in altre regioni del Pakistan e anche da vari gruppi etnici in Afghanistan.

## Storia
Alcuni autori hanno paragonato questo cappello al causia, antico cappello della Macedonia indossato dai popoli del Sud Europa. Divenne popolare secoli addietro nel Nurestan, e solo negli ultimi secoli ha visto la sua popolarità crescere tra i popoli Tagichi e Pashtun, soprattutto durante i mesi invernali.
Nel Gilgit-Baltistan, il pakol è generalmente di colore bianco, e viene indossato insieme a una piuma di pavone, inserita nella parte alta del cappello, che sporge sulla fronte o sulla nuca, e che risulta molto efficace nel contrasto cromatico tra il bianco della lana e il blu-verde della piuma.
Essendo realizzato in lana, il pakol è un copricapo utilizzato nei periodi invernali. Nel Nurestan, in particolare, viene srotolato per coprire le orecchie, in modo da fronteggiare meglio le temperature molto rigide.